# Schattenburg
De Schattenburg is een middeleeuwse hoogteburcht, gelegen in Feldkirch in de Oostenrijkse deelstaat Vorarlberg.

## Geschiedenis
Hugo I. von Montfort, stichter van de stad Feldkirch, bouwde het kasteel in het jaar 1200. De verschillende graven van Montfort verbleven hier tot 1390. Nadien werd het kasteel verkocht aan de Habsburgers. In de loop van de jaren heeft het kasteel verschillende oorlogen doorstaan en heeft het wat schade opgelopen, maar het werd steeds gerenoveerd. Tegenwoordig is het een van de best bewaarde middeleeuwse kastelen in Midden-Europa.
De Schattenburg is sinds 1825 eigendom van de stad. Feldkirch kocht het destijds voor ruim 800 gulden, wat ongeveer overeenkomt met de waarde van acht goede toernooipaarden destijds.

#### Etymologie
De naam "Schattenburg" is waarschijnlijk afgeleid van "schatte, schad", wat "bescherming, scherm" betekent, dus iets als "beschermkasteel".

## Het Schattenburg-museum
Het museum biedt een totaal van achttien museumkamers op drie verdiepingen. Elke kamer is gewijd aan een ander aspect van de stadsgeschiedenis van Feldkirch en leidt de bezoekers terug in de tijd. In de burchtwacht worden wapens van de middeleeuwen tot de Tweede Wereldoorlog tentoongesteld.
In 2017 bezochten meer dan 30.000 personen het museum.
Het kasteel herbergt naast het museum een restaurant.